# La Vie moderne : intégrale 1944-1959
Albums de Léo Ferré
L'Âge d'or : intégrale 1960-1967
(2020)
La Vie moderne : intégrale 1944-1959 est un coffret de 14 CD couvrant les 15 premières années de création de Léo Ferré, publié en 2018 par les éditions La Mémoire et la Mer. Les albums originaux ont été respectés et le contenu précisément contextualisé et enrichi d'enregistrements rares et inédits. Il s'agit du premier volet de l'intégrale de l'œuvre enregistré de Léo Ferré.

## Contenu
- 1947 : Le Temps des roses rouges
- 78 tours. Le Chant du Monde - 1950

1. La Chanson du scaphandrier
2. Monsieur William
3. Monsieur Tout-Blanc
4. La Vie d'artiste
5. Le Bateau Espagnol
6. La Femme adultère
7. À Saint-Germain-des-Prés
8. L'Île Saint-Louis
9. Le Flamenco de Paris
10. L'Inconnue de Londres
11. Les Forains
12. Barbarie
13. L'Esprit de famille
14. Le Temps des roses rouges
15. L'Île Saint-Louis (prise alternative)
16. Le Flamenco de Paris (prise alternative)

- 1953-1959 : Documents 3Archives de la radio française

1. Byzance (1953)
2. Le Piano du pauvre (1954)
3. Le Pont Mirabeau (1955)
4. Pauvre Rutebeuf (1956)
5. L'Opéra du ciel (1957)
6. Dieu est nègre (1955 ou 57 ?)
7. La Zizique (1957)
8. Les Amoureux du Havre (1958)
9. Comme dans la haute (1958)
10. La Mafia (1958)
11. Rappelle-toi (1957)
12. Tu n'en reviendras pas (1959)
13. Je chante pour passer le temps (1959)
14. L'Étrangère (1959)
15. La Belle Amour (1959)
16. Soleil (1959)
17. Des filles, il en pleut... (1959)
18. Green (1959)
19. L'Âge d'or (1959)
20. Sérénade (1959)
21. La Mauvaise Graine (1959)
22. Noël (1959)

## Production
- Réalisation : Mathieu Ferré & Alain Raemackers
- Crédits visuels : Hervé Morvan (illustration coffret), Joseph Cayet, Harcourt, D.R., Hubert Grooteclaes (photos livret), Vital Maladrech (graphisme), Max Brunel, Serge Jacques, Georges Justh, André Bonnet, Joseph Cayet, Gabriel Terbots, Hervé Morvan, André Villers (pochettes disques)
- Textes de présentation : Mathieu Ferré, Alain Raemackers